# هوهن کیرشن-زیگرتسبرون
هوهن کیرشن-زیگرتسبرون (به آلمانی: Höhenkirchen-Siegertsbrunn) یک شهر در آلمان است که در منطقه مونیخ واقع شده‌است.

## خصوصیات
هوهن کیرشن-زیگرتسبرون ۱۵٫۱۹ کیلومترمربع مساحت دارد ۵۸۶ متر بالاتر از سطح دریا واقع شده‌است.

## خواهرخوانده
شهر Montemarciano خواهرخواندهٔ هوهن کیرشن-زیگرتسبرون هست.